# Benešov u Semil
Benešov u Semil é uma comuna checa localizada na região de Liberec, distrito de Semily.